# Mesoleius chicoutimiensis
Mesoleius chicoutimiensis là một loài tò vò trong họ Ichneumonidae.